# Minni Nurme
Minni Katharina Nurme (30 de octubre de 1917, Aidu, Estonia - 22 de noviembre de 1994, Tallin) fue una escritora estonia.

## Vida y carrera
Nacida con el nombre de Minni Neumann, se graduó en la escuela femenina de Viljandi en 1936. Durante la Segunda Guerra Mundial vivió en territorio soviético; después de la guerra se trasladó a Tallin y trabajó como escritora. Su primer trabajo de prosa fue la novela publicada en 1939 Kentaurid (Los centauros). Dos años más tarde vino la novela Ratastool (la silla de ruedas). Pasó a escribir más poesía durante la guerra, y en 1945 publicó su primera colección de poesía, Sünnimuld (Madre Tierra). Pasaron 10 años entre su segunda colección de poemas y la tercera, en gran parte debido al acoso de las autoridades stalinistas. Fue también traductora al estonio desde el finés y el inglés.
Su hermana mayor fue la poeta Salme Ekbaum. Después de casarse en 1936, tomó el apellido Raudsepp hasta 1941, cuando se casó con el escritor Aadu Hint. Este matrimonio se rompió en 1958, tras tener tres hijos y dos hijas. El divorcio fue un escándalo en Estonia. De sus descendientes, Eeva Park fue más tarde una conocida escritora.
La novela de 1993 de Eeva Park, Tolm ja Tuul, describe de una manera bastante obvia la ruptura del matrimonio de sus padres.

## Trabajos

### Prosa
- Kentaurid (Novela, 1939)
- Ratastool (Novela, 1941)
- Lämbumine (Historias, 1946)
- Valus küsimus (Prosa corta, 1962)
- Rähni laastud (Cuentos, 1966)

### Colección de poesía
- Sünnimuld (1945)
- Pikalt teelt (1947)
- Juured Mullah (1957
- Maarjahein (Selección, 1967)
- Sookailudes En loitsud (1971)
- Kuuvein (1974)
- Tuules lendlev seeme (1976)
- Pilvede pisarad tärkamisse (Selección, 1978)
- Päevapuri (1981)
- Valgevalul (1983)
- Puud varjulised (Selección, 1987)